# Archivo de la Diputación Provincial de Huesca
El Archivo de la Diputación Provincial de Huesca alberga parte del patrimonio documental aragonés y tiene su sede en la ciudad de Huesca (España).

## Funciones
El Archivo de la Diputación Provincial de Huesca (DPH) reúne, conserva, organiza y da acceso a la documentación generada o recibida por la Diputación en el ejercicio de sus competencias. El Archivo es de titularidad pública y está gestionado por la Administración Local.

## Historia
Las Diputaciones Provinciales tienen su origen en la Constitución Española de 1812 que, en su artículo 325, establecía la creación de una Diputación provincial en cada provincia. Sin embargo, habrá que esperar al Real Decreto de 21 de septiembre de 1835 sobre el modo de constituir y formar las Diputaciones provinciales para su instauración definitiva.
La Diputación Provincial de Huesca se constituyó definitivamente en el año 1836 aunque hay noticias de que funcionó entre 1820 y 1823.
El Reglamento provisional para la Secretaría de la Diputación Provincial de Huesca copiado en el Libro de actas correspondiente a su constitución menciona el archivo y ordena que:

“El Oficial 2º se haga cargo de él, custodiando los documentos con la debida separación, llevando los índices convenientes además de no poder entregar papel alguno del archivo sin una nota firmada por uno de los señores de la Diputación, por el Secretario u oficiales y no por otra persona”.

## Edificio
El archivo se ubicó en la planta baja del edificio de la Diputación, en el desamortizado convento de San Francisco y allí permaneció hasta 1976, fecha en la que debido a la mala conservación del edificio se decide demolerlo para construir uno nuevo. Entre 1980 y 1985 los documentos del archivo estuvieron repartidos entre diferentes edificios de Huesca, depositándose los fondos anteriores a 1960 en el Archivo Histórico Provincial de Huesca donde se inventariaron.
En 1988 se inaugura el nuevo edificio de la Diputación provincial en el que el archivo, sin embargo, no contó con dependencias propias por lo que se acondicionó un espacio que no resultó adecuado.
Finalmente se decide la construcción de un edificio de nueva planta cerca de otros servicios culturales educativos de la ciudad. El edificio, situado en la calle Gibraltar n.º 13, se inaugura en el año 2007 y alberga el Archivo documental y la Fototeca de la Diputación, también conocida como Archivo de Fotografía e Imagen del Alto Aragón (AFIAA).

## Fondos documentales
Sus fondos documentales abarcan desde 1549 a la actualidad y son la base para la investigación de distintos aspectos de la historia de Huesca y su provincia. Se clasifican como sigue:
- Fondo de la Diputación de Huesca
  - Gobierno (1836-  )
  - Administración (1825-  )
  - Administración de Servicios (1834-  )
  - Hacienda y Administración económico-financiera (1820-  )
- Instituciones benéfico-asistenciales
  - Hospital de Nuestra Señora de la Esperanza / Clínica Provincial (1549-1988)
  - Casa de Misericordia / Residencias Provinciales (1850-1997)
  - Casa de Misericordia / Maternidad (1850-1994)
  - Hospital Psiquiátrico (1938-1988)
  - Hospital de Barbastro (1925-1945)
- Organismos Autónomos de la Diputación
  - Instituto de Estudios Altoaragoneses (1949-     )
  - Empresa Provincial de Energía, S.A. (EPESA) (1976-2002)
- Fondos interinstitucionales
  - Milicia Nacional (1837-1848)
  - Servicio de Amillaramiento (1843-1953)
  - Junta Recaudatoria Civil de la Provincia de Huesca (1936-1957)
  - Comisión Provincial de Servicios Técnicos (1961-1973)
- Fondos ajenos 
  - Servicio Provincial de Inspección y Asesoramiento de las Corporaciones Locales (1951-1973)
- Archivos privados
  - Marqués de Camporreal (1638-1858)
  - Cofradías de Sariñena (1714-1832)
  - Diario Patria (1937)
  - Asociación de Antiguos Alumnos Salesianos de la Residencia de Niños

## Acceso
El archivo da acceso a ciudadanos e investigadores de acuerdo con lo establecido en el Reglamento del Archivo (arts. 15 y 16).
La serie de Censos electorales de la Provincia de Huesca, que comprende los años 1890-1965, está digitalizada y es accesible en internet a través del buscador DARA, Documentos y Archivos de Aragón.